# ينس كريستيان هانسن
ينس كريستيان هانسن (بالنرويجية البوكمول: Jens Christian Hansen)‏ هو جغرافي نرويجي، ولد في 5 مايو 1932، وتوفي في 8 مايو 2014.